# Сядча (Любуське воєводство)
Сядча (пол. Siadcza) — село в Польщі, у гміні Боядла Зеленогурського повіту Любуського воєводства.
Населення — 95 осіб (2011).
У 1975-1998 роках село належало до Зеленогурського воєводства.

## Демографія
Демографічна структура станом на 31 березня 2011 року:
|          | Загалом | Допрацездатний вік | Працездатний вік | Постпрацездатний вік |
| -------- | ------- | ------------------ | ---------------- | -------------------- |
| Чоловіки | 49      | 13                 | 33               | 3                    |
| Жінки    | 46      | 11                 | 24               | 11                   |
| Разом    | 95      | 24                 | 57               | 14                   |